# موشوري
الموشوري (الجمع: موشوريات) أو الموشور متوازي الوجهين أو منشوري بوجهين متوازيين أو شبه منشوراني (بالإنجليزية: Prismatoid) هو متعدد وجوه بحيث يقع جميع رؤوسه في مستويين متوازيين. يمكن أن تكون وجوهها الجانبية شبه منحرفة أو مثلثة. إذا كان كلا المستويين لهما نفس عدد الرؤوس، وتكون الوجوه الجانبية إما متوازيات الأضلاع أو أشباه المنحرف، فيسمى موشوراني (الاسم العلمي: Prismoid)، ويطلق عليه أيضا أسماء منشوراني وشبه موشور وشبه منشور .

## قياس الحجم
من أجل قياس حجم المواشير المتوازية الوجهين، فلنعتبر أن مساحة الوجهين على المستويين المتوازيين هما: A1 وA3، وأن مساحة المَقطع العرضي للمجسم مع مستوٍ يمر بوسط المسافة بين المستويين المتوازيين هي A2، والارتفاع (أي المسافة بين المستويين المتوازيين) هي h، فيكون حجم المجسم:
{\displaystyle {\frac {h(A_{1}+4A_{2}+A_{3})}{6}}}

## الأنواع
| الأهرام | الأسافين | متوازيات الوجوه | الموشورات | الموشورات التخالفية | الموشورات التخالفية | الموشورات التخالفية | القباب | الجذوع |
| ------- | -------- | --------------- | --------- | ------------------- | ------------------- | ------------------- | ------ | ------ |
|         |          |                 |           |                     |                     |                     |        |        |

تشمل عائلات الموشوريات ما يلي:
- الهرم: بحيث يوجد نقطة واحدة فقط على أحد المسطحين.
- الإسفين: بحيث يكون هناك نقطتين على أحد المسطحين، أو أن أحد المسطحين يحتوى على نقطتين أكثر من الآخر.
- الموشور: بحيث يكون الوجهان في المستويين متطابقين ومتصلين ببعضهما بمتوازيات الأضلاع أو بالمستطيلات.
- الموشور التخالفي: بحيث يكون الوجهان في السطحين متطابقين ومتصلين بشريط من المثلثات المتناوبة.
- الموشور التخالفي النجمي
- القبة: بحيث يحتوي أحد المستويين على ضعف عدد نقاط المستوي الآخر، والنقاط متصلة ببعضها بأشكال مثلثات ومستطيلات متناوبة.
- الجذع: وهو هرم مبتور القمة.
- وهناك ستة موشوريات ذات ستة وجوه رباعية الأضلاع وهي:

1. المكعب: وهو مشكل من ستة مربعات.
2. متوازي الوجوه: وهو مؤلف من ستة وجوه متوازية الأضلاع.
3. معيني الوجوه: وهو مؤلف من ستة وجوه معينية.
4. حدئي الوجوه المثلث[الإنجليزية]: وهو مؤلف من ستة وجوه معينية.
5. متوازي المستطيلات: وهو مؤلف من ستة وجوه مستطيلة.
6. الجذع رباعي الأضلاع: وهو هرم مربع مبتور القمة.